# Рябчик Дреновского
Ря́бчик Дреновского (лат. Fritillāria drenovskii) — вид однодольных цветковых растений, включённый в род Рябчик (Fritillaria) семейства Лилейные (Liliaceae). Эндемик Балканского полуострова.

## Ботаническое описание
Рябчик Дреновского — многолетнее луковичное травянистое растение. 
Стебель высотой 15—45 см, у основания красноватый. 
Листья от зелёного до сизого цвета, очерёдные. 
Цветок одиночный, поникший, конической формы, от тёмно-фиолетового до коричневато-красного цвета без шахматного рисунка, иногда с жёлтым краем снаружи, желтоватый внутри.
Размножается семенами и вегетативно (дочерние луковицы формируются у основания материнской луковицы).
Ареал вида охватывает территорию Болгарии и Греции.
Растёт на сухих, меловых склонах оврагов, на открытых скальных и травянистых местах в буковых и хвойных лесах на высоте от 1000 до 1800 метров над уровнем моря. Вид образует малочисленные дисперсные популяции, состоящие из групп и одиночных растений.
Вид занесён в Красную книгу Болгарии.